# Pusterla Lodovica
La Pusterla Lodovica era una delle porte minori (chiamate anche "pusterle") poste sul tracciato medievale delle mura di Milano. Si trovava sulla strada per San Celso, a ridosso del Naviglio. 

## Storia
Voluta da Lodovico il Moro ed eretta nel 1496, secondo alcuni essa avrebbe sostituito la precedente Pusterla di Sant'Eufemia, risalente al XII secolo. Tuttavia secondo altri essa sarebbe andata avanti a coesistere insieme alla precedente Pusterla di Sant'Eufemia, rivolte rispettivamente la prima verso sud-est, la seconda verso sud-ovest.
Come riportato da Ferdinando Zanzottera, la Pusterla Lodovica sarebbe stata al tempo la più ricca e la più pregevole: un unico fornice ogivale, sormontato da una torre bassa con due finestre, interamente rivestita in marmo.
Sull'arco dominava lo stemma di Lodovico il Moro, Duca di Milano, con la seguente iscrizione:
Già dai secoli successivi tuttavia la pusterla cadde presto in disgrazia, anche per via della propria collocazione su un tracciato secondario. Demolita nel corso del 1827, sopravviverà soltanto nel nome della successiva Porta Lodovica, sul tracciato delle mura spagnole.